# Laura Ikstena
Laura Ikstena, z domu Puriņa (ur. 25 maja 1990 w Rydze) – łotewska koszykarka, występująca na pozycjach rozgrywającej lub rzucającej, obecnie zawodniczka PGE MKK Siedlce.

## Osiągnięcia
Stan na 11 października 2018, na podstawie, o ile nie zaznaczono inaczej.
Drużynowe
- Mistrzyni:
  - Ligi Europy Wschodniej (2016)
  - ligi łotewsko-estońskiej (2014, 2015, 2016)
  - Łotwy (2015)
- Wicemistrzyni:
  - Ligi Bałtyckiej (2015)
  - ligi łotewsko-estońskiej (2018)
- Uczestniczka rozgrywek Eurocup (2015/2016)

Reprezentacja
- Mistrzyni Europy U–18 dywizji B (2008)
- Wicemistrzyni Europy U–16 dywizji B (2006)
- Brązowa medalistka mistrzostw Europy U–20 (2009, 2010)
- Uczestniczka mistrzostw Europy U–18 dywizji B (2007 – 4. miejsce, 2008)